# Antigua Boat Sheds

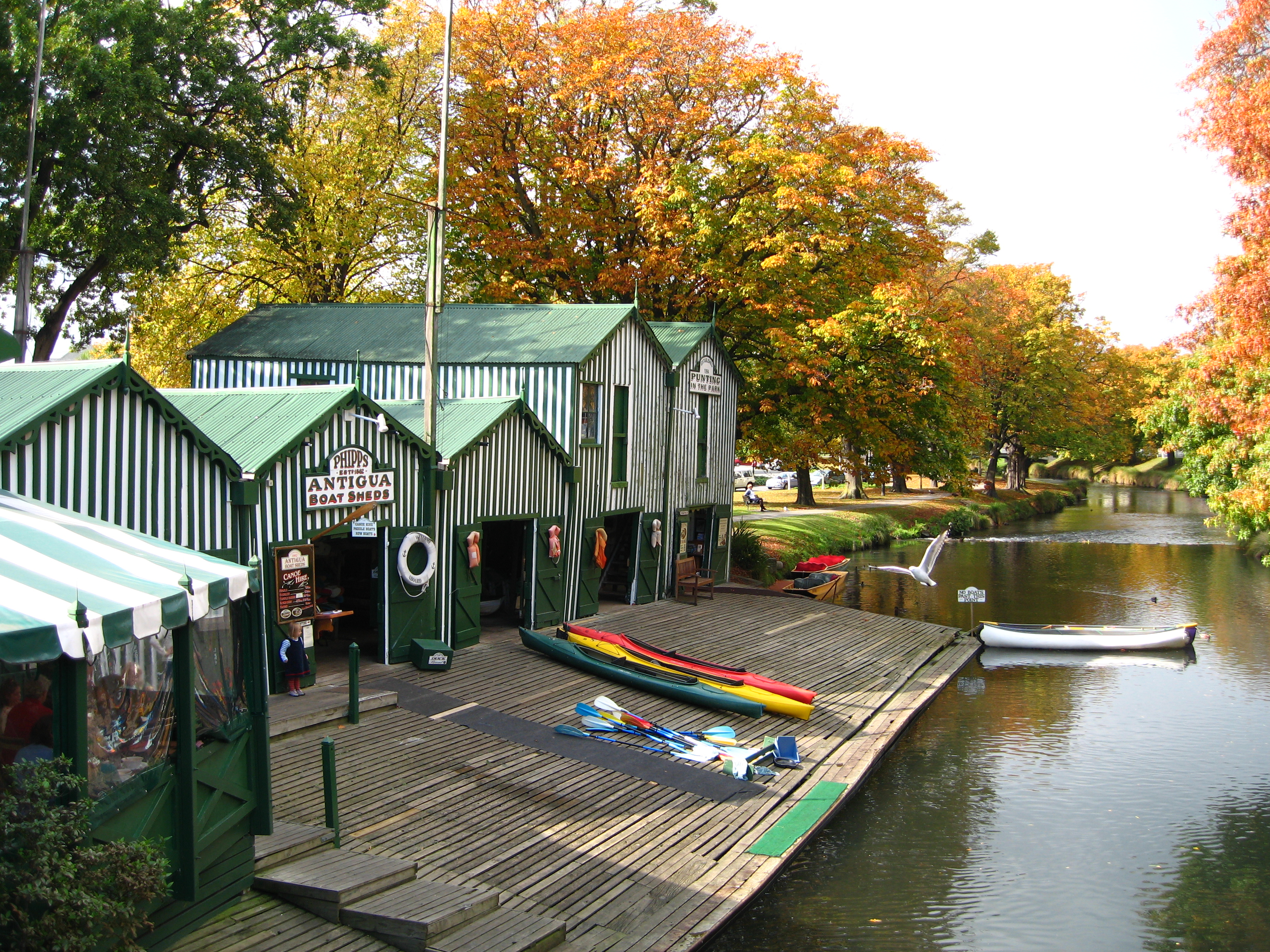
Antigua Boat Sheds

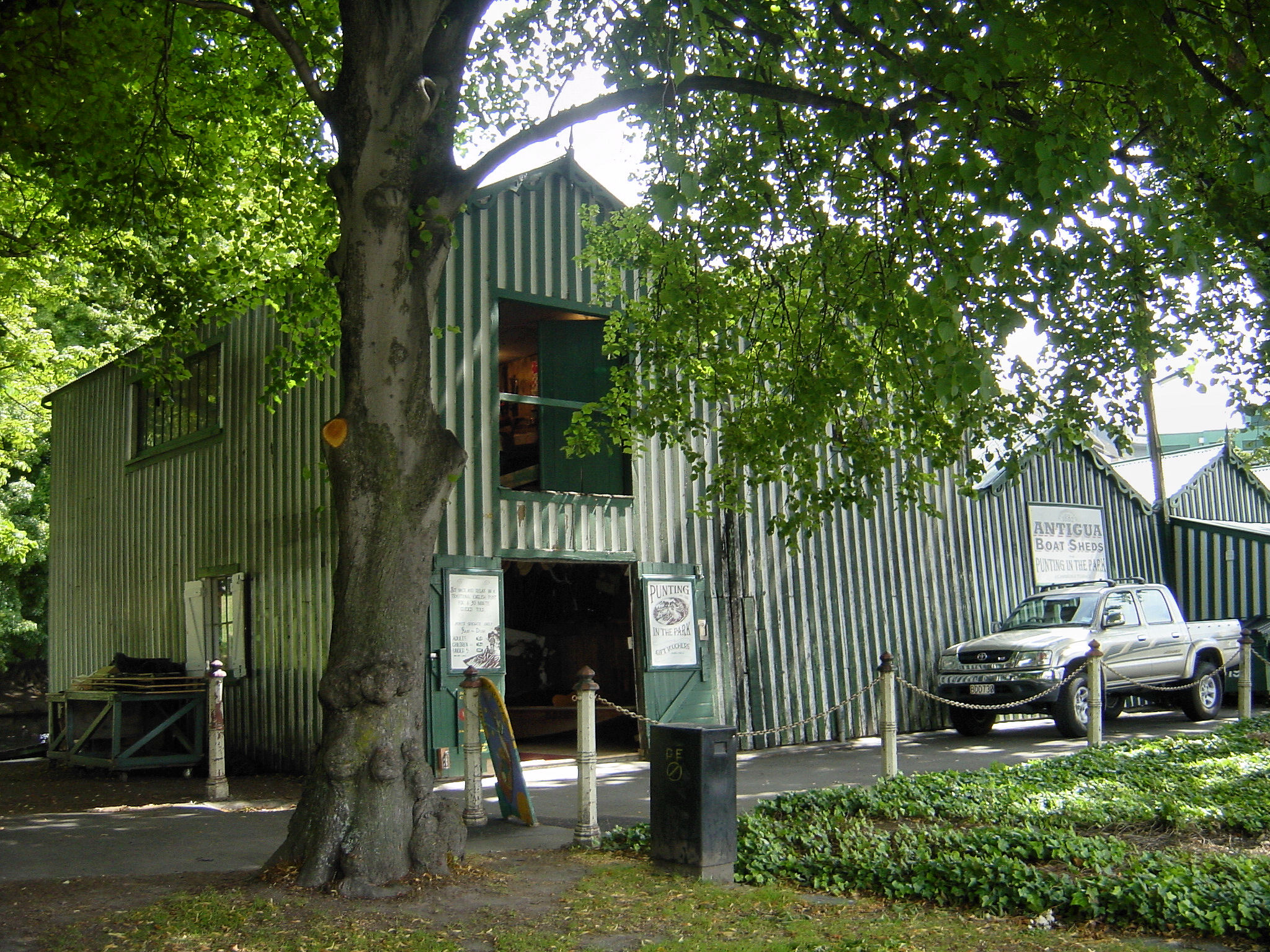
Landseite der Bootsschuppen

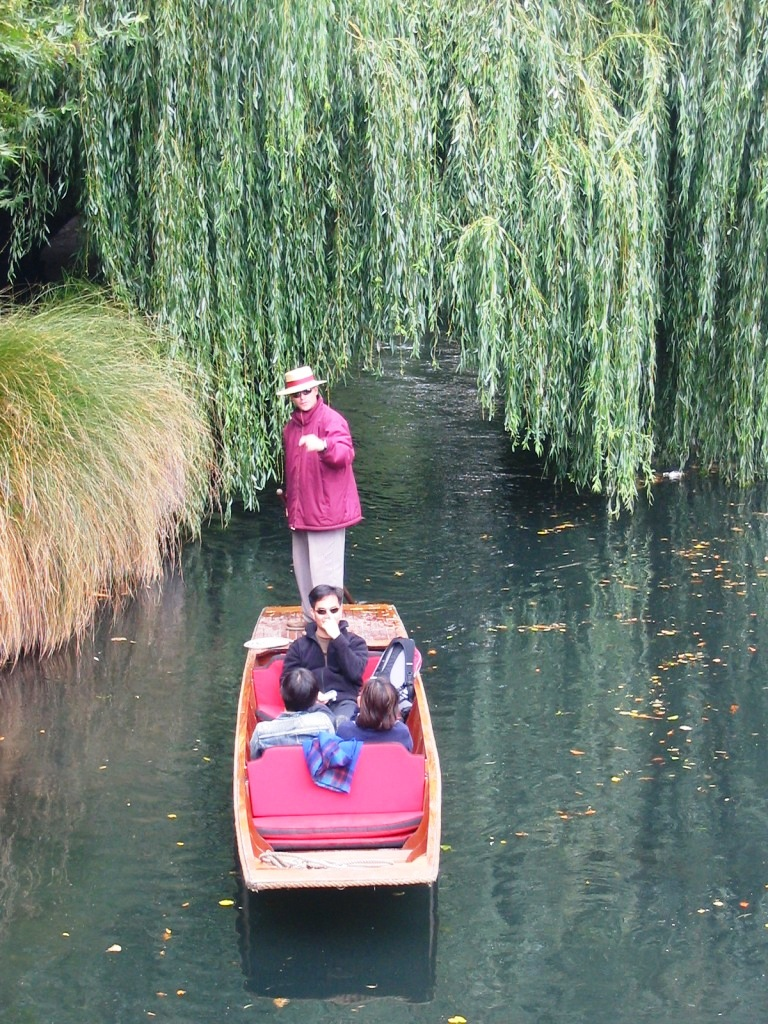
Gondel auf dem Avon River/Ōtakaro

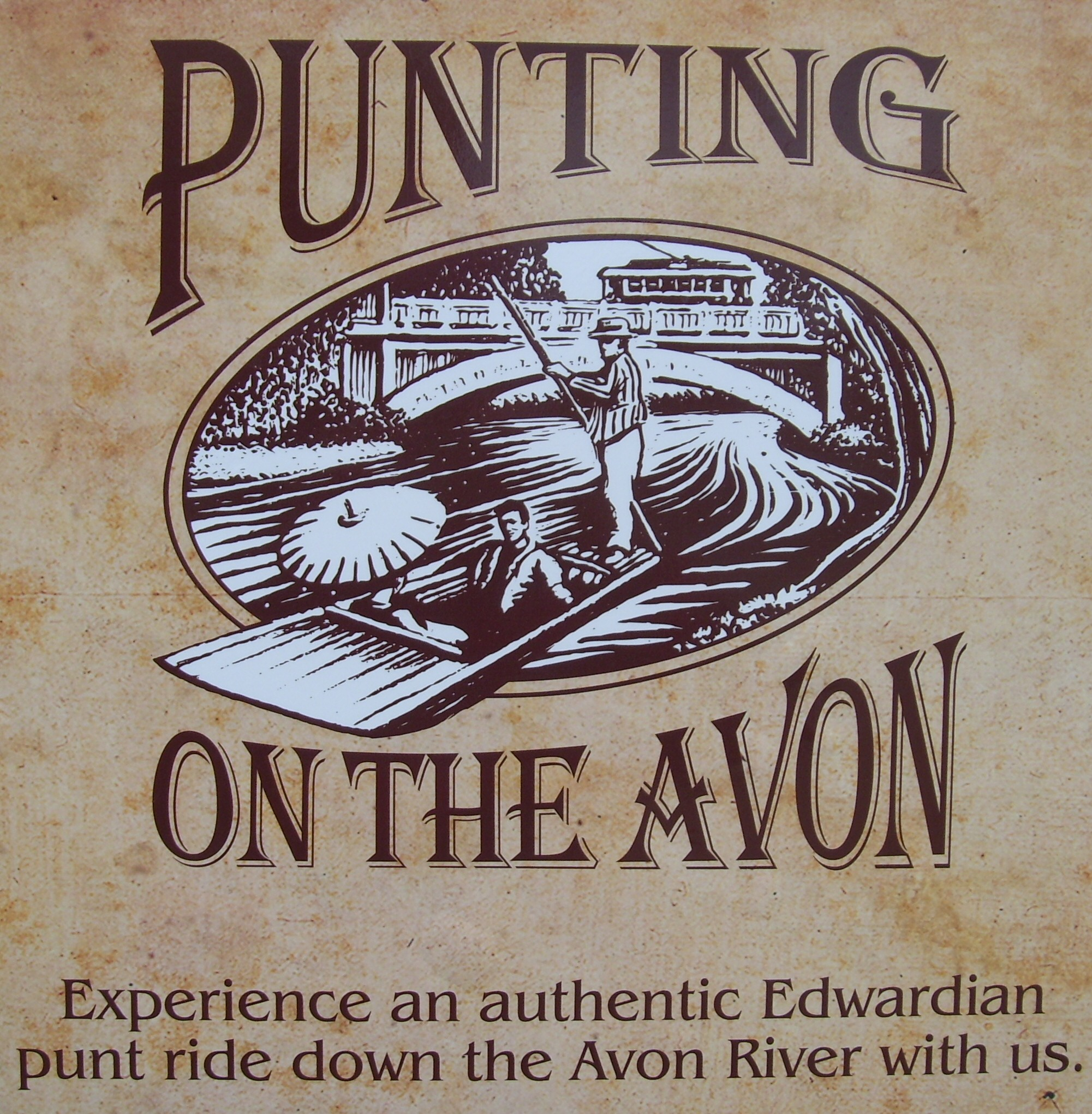
Werbung für Bootsfahrten auf dem Avon River/Ōtakaro

Die Antigua Boat Sheds sind hölzerne Bootshäuser am Avon River/Ōtakaro im  Zentrum der Stadt Christchurch auf der Südinsel Neuseelands. Sie befinden sich am linken Ufer des Flusses in 2 Cambridge Terrace.
Nachdem das Bauwerk vom New Zealand Historic Places Trust am 10. September 2004 unter Nummer 1825 als Kulturdenkmal der Kategorie II registriert wurde, wurde es nach einer Überprüfung am 19. Februar 2010 in die Kategorie I hinaufgestuft. Daneben wird es seit Juli 2006 durch ein Full Conservation Covenant nach Sektion 77 des Reserves Act 1977, einer Vereinbarung zwischen Eignern und Christchurch City Council, geschützt.
Das Grundstück gehört zu einem vom Christchurch City Council verwalteten öffentlichen Erholungsgebiet, den Lawns Ornamental Gardens and Ornamental Buildings.
Der ursprünglich einstöckige Schuppen wurde in mehreren Baustufen in den Jahren 1882 und 1883 von zwei Bootsbauern aus Lyttelton, Albert Shaw and J. T. Tidd, als Bootshaus für einen kommerziellen Bootsverleih errichtet. 1885 berichtete ein Touristenführer über ein etabliertes Bootshaus mit 38 Booten für eine bis 15 Personen und 16 Kanus.
1887 löste sich die Partnerschaft auf und Shaw wurde Alleineigentümer. Dieser veräußerte sie im November 1896 an Samuel Anstey aus Fendalton. Der richtete ein Fotostudio in den Bootsschuppen ein. Auf dem Dachboden der Schuppen blieben aus dieser Zeit zahlreiche Glasplatten erhalten, die sich heute in der Canterbury  Public Library befinden.
Die Osthälfte des Komplexes brannte am 14. Mai 1907 um 6 Uhr morgens, dabei wurde auch die Hälfte der etwa 70 Boote zerstört. Ausgangspunkt des Brandes war möglicherweise ein zum Dämpfen der für den Bootsbau benötigten Planken verwendeter Ofen. Das Gebäude wurde wieder aufgebaut, dabei wurde der östlichste Teil aufgestockt.
In den 1920er Jahren wurde am Westende ein Laden eingebaut.  In der Nähe gab es seit 1875 auf der gleichen Flussseite flussab der Montreal Street Bridge einen weiteren Bootsverleih. Am 3. August 1929 brannte dieser nach Brandstiftung nieder.
Über 30 Jahre von 1948 bis 1978 war W.S. Dini Eigentümer. 1960 besaß der Verleih 77 Kanus aus glasfaserverstärktem Kunststoff, die man im Bootshaus selbst fertigte.
Ein Vorstoß des Stadtrates im Mai 1964 zu einer Änderung der Straßenführung der Antigua Street und dem Bau einer Straßenbrücke in der Nähe des Bootshauses traf bei der Bevölkerung auf wenige Gegenliebe und wurde aufgegeben.
Auf der Flussseite wurde ab den späten 1970er Jahren ein hölzernes Bootsdeck angebaut, 1983 wurde ein Café mit Flussterrasse integriert, 1997 Toiletten eingebaut. 2006 wurde ein Teil der Pfahlgründung ausgetauscht und die Konstruktion verstärkt.
Die grün-weiß gestreiften Schuppen sind in Christchurch eine „Institution“, die einen Bezug zwischen der englischen Identität von Christchurch und der Bootstradition in England, besonders in Oxford und Cambridge, herstellt. Sie sind möglicherweise die die einzigen für kommerzielle Zwecke des Bootsverleihes an einem Fluss errichteten Boothäuser aus dem 19. Jahrhundert, in jedem Fall die einzigen, die seit etwa 130 Jahren durchgehend für diesen Zweck genutzt werden.
Die Erdbeben 2010 und 2011 hinterließen an der Holzkonstruktion nur geringe Schäden, beim Christchurch-Erdbeben vom Februar 2011 gab ein Teil des Bootsdecks nach. Der Verleih war wegen statischen Untersuchungen bis Ende März geschlossen.
Heute werden im Bootsverleih Kajaks, Canadier, Ruderboote und Freizeitboote sowie Fahrräder verliehen. Ein Teil des Gebäudes wird gastronomisch genutzt.